# Триоле, Эльза
Эльза Триоле (фр. Elsa Triolet, урождённая Элла Юрьевна Каган; 24 сентября 1896, Москва — 16 июня 1970, Сент-Арну-ан-Ивелин), русская и французская писательница, переводчица
 еврейского происхождения. Лауреат Гонкуровской премии (1944). Младшая сестра Лили Брик.

## Биография
Дочь Юрия (Урия Хаима) Александровича Кагана (1861—1915), присяжного поверенного при Московской судебной палате. Мать, Елена Юльевна Берман (1872, Митава — 1942, Армавир), родом из Курляндской губернии России (её отец, Юлиус Израиль Берман, родился в Тильзите, а умер в Риге), окончила Московскую консерваторию. В семье не говорили ни на идише, ни на иврите, но свободно — на немецком и французском. Элла окончила с золотой медалью гимназию, затем с отличием — Московский архитектурный институт.
Эльза Триоле — младшая сестра Лили Брик, которую она в 1915 году познакомила с Маяковским.
В 1919 году вышла замуж за французского офицера Андре-Пьера Триоле и уехала с ним во Францию. Некоторое время они жили на Таити. Вернувшись в Париж, супруги расстались, но добрые отношения они сохранили на всю жизнь. После развода Эльза жила с матерью в Лондоне, где она работала в архитектурной мастерской, а Елена Юльевна — в англо-российской фирме «Аркос», занимавшейся импортом и экспортом между Великобританией и Советской Россией. В Лондоне жил и брат Елены Юльевны — Лео Берман — директор филиала банка «Ллойдс». Позже Эльза Триоле переехала жить в Берлин — тогдашний центр русской эмиграции, а в 1924 году — в Париж.
В 1922 году занялась литературным творчеством. Выпустила произведения «На Таити», «Земляничка» и другие.
Осенью 1928 года Эльза познакомилась с Луи Арагоном. Во многом именно она способствовала переходу Луи Арагона на сознательные коммунистические позиции, хотя членом Французском компартии он стал до знакомства с ней — в 1927 году. В августе 1932 года Луи Арагон посетил СССР в составе интернациональной бригады писателей, изучавшей новостройки социалистического Урала. Свои впечатления от поездки он отразил в цикле стихов «Ура, Урал!».
28 февраля 1939 года вышла замуж за Луи Арагона в мэрии I округа Парижа, свидетелями были Жорж Садуль и Пьер Юник.
Когда началась Вторая мировая война, Арагона призвали в армию. После отступления он через Дюнкерк попал в Англию, затем вернулся во Францию. В конце июня 1940 года Триоле и Арагон нашли друг друга в так называемой свободной зоне — той части Франции, которая не была оккупирована вооружёнными силами нацистской Германии. В оккупированной Франции они находились на нелегальном положении — жили в деревне, откуда два-три раза в месяц выезжали в Париж, Лион, в другие города. Арагон выпускал нелегальную газету «Les Etoiles» и основал подпольное издательство «Французская библиотека». Эльза Триоле написала сборник рассказов «Тысяча сожалений», роман «Конь белый» и повесть «Авиньонские любовники». В самом конце войны вышел ещё один сборник новелл, названный «За порчу сукна — штраф двести франков». Эта фраза, взятая из объявлений, висевших во французских бильярдных, служила паролем для соратников де Голля. В Париж они вернулись 25 сентября 1944 года.
После войны Триоле совместно с Арагоном многократно посещала СССР, где её произведения издавались большими тиражами: «Нейлоновый век», «Незваные гости» и так далее. Переводила прозу Н. В. Гоголя, пьесы А. П. Чехова, стихи В. В. Маяковского, составила «Антологию русской поэзии XVIII—XX вв.» — от Тредиаковского и Пушкина до Вознесенского и Ахмадулиной. В соавторстве с Константином Симоновым она написала сценарий к фильму «Нормандия-Неман». Эльза Триоле организовала в Лувре выставку неизвестного на тот момент французам Нико Пиросмани, а первые гастроли Майи Плисецкой во Франции сопровождала её рецензия «Откровение зовут Майя».
После того как Арагон резко осудил советское вторжение в Чехословакию, а также того, что в 1969 году началась публикация статей, дискредитирующих Лилю Брик, отношения Арагона и Триоле с советской властью обострились.
В январе 1970 году был опубликован последний роман Эльзы Триоле — «Соловей умолкает на заре». В июне того же года она умерла от сердечной недостаточности. Луи Арагон пережил жену на 12 лет и был похоронен рядом с ней. На их могильной плите — цитата из романа Эльзы Триоле: «Мертвые беззащитны. Но если нас попытаются разлучить после смерти, наши книги придут к нам на помощь» («Quand côte à côte nous serons enfin des gisants, l’alliance de nos livres nous réunira pour le meilleur et pour le pire dans cet avenir qui était notre rêve et notre souci majeur, à toi et à moi»).
В 1994 году в доме, где с 1951 года жила Эльза Триоле с мужем, в Сент-Арну-ан-Ивелин был открыт Литературный центр и музей Луи Арагона и Эльзы Триоле.
В 2010 году La Poste (компания почтовой связи во Франции) выпустила почтовые марки, посвящённые Эльзе Триоле.

## В творчестве других писателей
- У Эльзы были невероятно красивые глаза. Арагон посвятил им целую поэму («Les Yeux d’Elsa»). Анри Матисс нарисовал картину «Глаза Эльзы», а Ив Сен-Лоран, вдохновлённый этим необычайным подарком природы, создал костюм.

В глубинах глаз твоих, где я блаженство пью,

Все миллиарды звёзд купаются, как в море.

Там обретает смерть безвыходное горе,

Там память навсегда я затерял свою.

И если мир сметёт кровавая гроза,

И люди вновь зажгут костры в потёмках синих,

Мне будет маяком сиять в морских пустынях

Твой, Эльза, дивный взор, твои, мой друг, глаза.
- Безответной любви к Эльзе посвящён роман в письмах Виктора Шкловского «Zoo, или Письма не о любви» (в авторском предисловии написано: «Посвящаю Эльзе Триоле и даю книге имя «Третья Элоиза»).
- О своих встречах с Луи Арагоном и Эльзой Триоле Л. Пантелеев написал рассказ «Гостиница „Лондонская“»[7].

## Награды
- медаль Сопротивления (11.03.1947)[8].
- орден «Знак Почёта» (16.12.1967) — за многолетнюю и плодотворную работу в области перевода советской художественной литературы на французский язык.